# Jon Guridi
Jon Guridi Aldalur (Azpeitia, Guipúzcoa, 28 de febrero de 1995) es un futbolista español que juega de centrocampista en el Deportivo Alavés de la Primera División de España.

## Trayectoria

### Inicios
Se formó en la cantera de la Real Sociedad y jugó durante tres temporadas en el filial txuri urdin. 
Debutó el 18 de marzo de 2017 con el primer equipo en el partido liga ante el Deportivo Alavés. Unos pocos días más tarde el jugador comenzó a sentir molestias tras un entrenamiento y se le diagnosticó una grave lesión de rodilla que le obligó a pasar por el quirófano y ser baja hasta el comienzo de la temporada 2017-18.
En abril de 2017 la Real Sociedad alcanzó un acuerdo con el jugador para renovar su contrato hasta el año 2022, que finalizaba en junio de 2018. Se comprometió por cuatro temporadas más, el mismo día en que se conoció que padecía esa importante lesión en la rodilla.
En enero de 2018 se anunció que pasaba a formar parte a todos los efectos de la primera plantilla de la Real Sociedad, luciendo el dorsal 14.

### Cesión al C. D. Mirandés
En enero de 2019 fue cedido al Club Deportivo Mirandés,  consiguiendo el ascenso de Segunda División B a Segunda División esa misma temporada. Para la temporada 2019-20 fue de nuevo cedido al equipo de Miranda de Ebro.

### Vuelta a la Real Sociedad
De cara a la temporada 2020-21 regresó a la Real Sociedad, con la que volvió a jugar un partido oficial en el mes de octubre.
El 5 de julio de 2021 renovó con la Real hasta 2024. A finales de agosto sufrió una lesión que le debía mantener varias semanas sin jugar. Reapareció antes de acabar el año en una eliminatoria de la Copa del Rey ante el Zamora C. F., logrando ese mismo día su primer gol con el conjunto donostiarra.

### Deportivo Alavés
El 11 de julio de 2022 abandonó definitivamente la Real Sociedad tras ser traspasado al Deportivo Alavés, equipo con el que firmó por cuatro temporadas.

## Estadísticas

### Clubes
Actualizado al último partido disputado el 24 de mayo de 2025.
| Club                       | Div.          | Temporada     | Liga  | Liga  | Copas nacionales | Copas nacionales | Copas internacionales | Copas internacionales | Total | Total |
| Club                       | Div.          | Temporada     | Part. | Goles | Part.            | Goles            | Part.                 | Goles                 | Part. | Goles |
| -------------------------- | ------------- | ------------- | ----- | ----- | ---------------- | ---------------- | --------------------- | --------------------- | ----- | ----- |
| Real Sociedad "B" · España | 2.ª B         | 2014-15       | 11    | 0     | —                | —                | —                     | —                     | 11    | 0     |
| Real Sociedad "B" · España | 2.ª B         | 2015-16       | 34    | 3     | —                | —                | —                     | —                     | 34    | 3     |
| Real Sociedad "B" · España | 2.ª B         | 2016-17       | 28    | 3     | —                | —                | —                     | —                     | 28    | 3     |
| Real Sociedad · España     | 1.ª           | 2016-17       | 1     | 0     | 0                | 0                | —                     | —                     | 1     | 0     |
| Real Sociedad · España     | 1.ª           | 2017-18       | 4     | 0     | 0                | 0                | 0                     | 0                     | 4     | 0     |
| Real Sociedad "B" · España | 2.ª B         | 2018-19       | 9     | 2     | —                | —                | —                     | —                     | 9     | 2     |
| Real Sociedad "B" · España | Total club    | Total club    | 82    | 8     | 0                | 0                | 0                     | 0                     | 82    | 8     |
| C. D. Mirandés · España    | 2.ª B         | 2018-19       | 18    | 2     | —                | —                | —                     | —                     | 18    | 2     |
| C. D. Mirandés · España    | 2.ª           | 2019-20       | 36    | 3     | 5                | 0                | —                     | —                     | 41    | 3     |
| C. D. Mirandés · España    | Total club    | Total club    | 54    | 5     | 5                | 0                | 0                     | 0                     | 59    | 5     |
| Real Sociedad · España     | 1.ª           | 2020-21       | 17    | 0     | 3                | 0                | 2                     | 0                     | 22    | 0     |
| Real Sociedad · España     | 1.ª           | 2021-22       | 8     | 1     | 1                | 1                | 0                     | 0                     | 9     | 2     |
| Real Sociedad · España     | Total club    | Total club    | 30    | 1     | 4                | 1                | 2                     | 0                     | 36    | 2     |
| Deportivo Alavés · España  | 2.ª           | 2022-23       | 42    | 1     | 2                | 0                | ―                     | ―                     | 44    | 1     |
| Deportivo Alavés · España  | 1.ª           | 2023-24       | 36    | 3     | 1                | 0                | ―                     | ―                     | 37    | 3     |
| Deportivo Alavés · España  | 1.ª           | 2024-25       | 33    | 3     | 1                | 0                | ―                     | ―                     | 34    | 3     |
| Deportivo Alavés · España  | Total club    | Total club    | 111   | 7     | 4                | 0                | 0                     | 0                     | 115   | 7     |
| Total carrera              | Total carrera | Total carrera | 277   | 21    | 13               | 1                | 2                     | 0                     | 292   | 22    |
| 1. 2.                      |               |               |       |       |                  |                  |                       |                       |       |       |